# Crédito hipotecario
Un préstamo de libranza, crédito hipotecario o crédito inmobiliario es un crédito, obtenido mediante contrato con un entidad financiera, para la adquisición de una vivienda u otros bienes inmuebles (bienes raíces) o para obtener por los propietarios de un bien inmueble liquidez para otro uso, quedando el inmueble hipotecado en ambos casos.

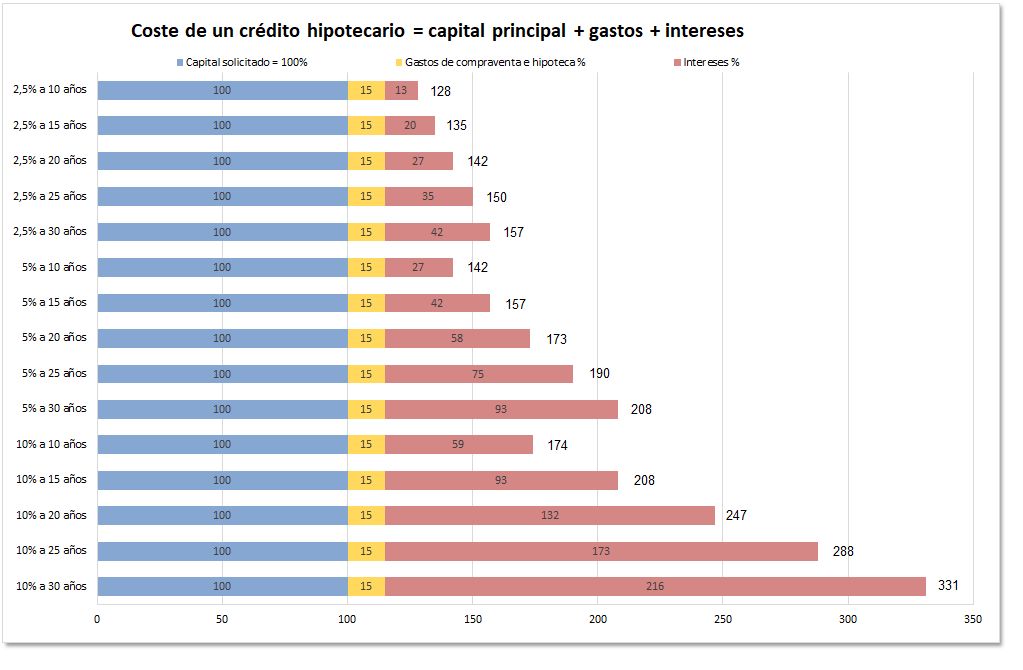
Simulación de créditos hipotecarios con el total del coste a devolver que incluye el capital principal + los gastos + los intereses en varios supuestos de interés fijo (2,5%, 5% y 10%) y 5 períodos de duración (10, 15, 20, 25 y 30 años). El gráfico muestra el precio total que se va a pagar por la compra de una vivienda u otro bien inmueble cuando se solicita un préstamo. Hay que devolver el capital solicitado (100) al que hay que sumar los gastos de compraventa y los gastos de constitución de la hipoteca (un 15% aproximadamente sobre el capital según el país) así como los intereses a lo largo de toda la vida del crédito hipotecario y que varían dependiendo del tipo de interés y de la duración del préstamo

El crédito hipotecario es la garantía real sobre la propiedad del prestatario (el comprador). Esto significa que al establecerse la hipoteca y si el consumidor o cliente (prestatario) inclumple el contrato del crédito -su devolución- el banco (prestamista) activa el mecanismo jurídico del derecho hipotecario que le permite tomar posesión de la propiedad mediante ejecución hipotecaria o acción hipotecaria (desahucio) con el objeto de recuperar el préstamo.
La compra de una vivienda se suele financiar mediante un préstamo hipotecario ya que no es habitual tener suficientes ahorros para poder comprar una vivienda o propiedad al contado. Por la importancia económica que tiene para los compradores la adquisición de la vivienda se recomienda evaluar su conveniencia en relación con los ingresos presentes y futuros del comprador o compradores ya que en caso de presentar riesgo se recomienda el alquiler como forma más eficaz de acceder al derecho a la vivienda. El pago total aumenta significativamente cuando los plazos se amortización son demasiado largos (25 y 30 años) por lo que se recomienda que el plazo sea lo más corto posible (10 o 15 años). Por otra parte la ONU señala como criterio de asequibilidad para la adquisición de una vivienda que el máximo de todos los ingresos del hogar destinados al pago del crédito sea inferior al 30% de todos los ingresos disponibles.

## Conceptos del crédito hipotecario
La constitución de la hipoteca inmobiliaria mediante un crédito hipotecario es una limitación del derecho real a la propiedad. Debido a que la mayoría de hipotecas inmobiliarias se producen como condición que pone la entidad bancaria para la concesión del crédito hipotecario el término hipoteca e hipoteca inmobiliaria se confunde con la concesión de dicho crédito que, inadecuadamente se denomina hipoteca pero que es un préstamo o crédito garantizado por dicho bien inmueble que pasa a estar hipotecado (hipoteca inmobiliaria). 
Las características de los préstamos hipotecarios: porcentaje del préstamo respecto al valor de la vivienda o bien inmueble, gastos que conlleva la compraventa y la hipoteca, el tipo de interés, plazos de vencimiento, amortización, formas de pago y cláusulas legales pueden variar considerablemente de un país a otro y de unas a otras entidades.
Los términos básicos que aparecen en un crédito hipotecario suelen ser muy parecidos en todos los países:

### Propiedad, ley hipotecaria, prestamista y consumidor
- Propiedad: la residencia física (vivienda, local, nave) que se financia. La forma exacta de propiedad variará de un país a otro y puede restringir los tipos de préstamos posibles.
- Tasación: es el valor de la vivienda o bien inmueble que establece normalmente la entidad financiera que presta el dinero o una empresa de tasación que suele imponer el banco. Ese valor -ratio máximo del préstamo al valor (LTV) o porcentaje de financiación es el que se utiliza para establecer el máximo del préstamo que, habitualmente se establece en el 70% u 80% del precio de la vivienda o bien inmueble. El resto del precio o valor de la vivienda debe tenerla el comprador, el 20%, 30% o más, cuanto más dinero aporte inicialmente el comprador menos riesgo tiene la hipoteca y mejor es la relación préstamo-valor.[6][7]
- Porcentaje de financiación o Ratio máximo del préstamo al valor: es el porcentaje máximo del préstamo sobre el valor de la propiedad (vivienda, local o inmueble) que el banco está dispuesto a financiar. La cantidad restante debe tenerla en efectivo el comprador. Los porcentajes varían entre el 70 y 80%, en ocasiones llegan al 90% y raramente al 100%.
- Ley hipotecaria: cada país establece ciertos límites a la propiedad en interés del prestamista que suelen implicar restricciones en el uso o disposición de la misma. Las restricciones pueden incluir o no obligaciones condicionales en la firma del crédito hipotecario: seguros obligatorios para la concesión del crédito: seguros de Vida, Incapacidad permanente, Vivienda, Desempleo y Seguro de título inmobiliario.[8] (Puede verse la Ley Hipotecaria (España))
- Hipoteca inmobiliaria: hipoteca sobre una vivienda y por tanto un derecho real de garantía, para asegurar el cumplimiento de la obligación de pago del crédito hipotecario.
- Prestatario, deudor o consumidor: la persona, física o jurídica, que pide prestado y que tiene interés en ser propietario del bien inmueble.
- Prestamista o acreedor, normalmente un banco u otra institución financiera.

### Capital principal, gastos, tipo de interés y diferencial bancario
- Principal: la cantidad del capital original del préstamo. A esa cantidad se le suman gastos e intereses. Habitualmente a medida que se pagan las cuotas se devuelve más cantidad de principal y menos de intereses.
- Gastos de compraventa y gastos hipotecarios: la operación de adquisición de una vivienda o bien inmueble con hipoteca hay dos procesos: 1) el contrato de compraventa que genera gastos de tasación, notario, registro, intermediarios -si los hay- e impuestos entre otros y 2) el contrato del crédito hipotecario que constituye la hipoteca inmobiliaria y que conlleva también gastos de notario, registro e impuestos, entre otros.
- Tipo de interés o Tipo de interés nominal (TIN) (fijo o variable): cifra que impone el prestamista -banco o institución financiera- que representa un porcentaje sobre el capital principal solicitado y que  incrementa el coste de la cantidad total a devolver. Dependiendo de los países puede estar entre el 1% y el 12%. El tipo de interés es un interés compuesto revisado diaria, anual o semestralmente y puede ser fijo o variable. En una hipoteca de tasa fija, el tipo de interés, permanece fijo durante la vida del préstamo. En una hipoteca de tasa variable o ajustable, el tipo de interés es generalmente fijo por un período de tiempo, después del cual se ajustará periódicamente (por ejemplo, anual o mensual) al alza o a la baja a algún índice del mercado (véase en Europa el euribor).
- Tasa Anual Equivalente o TAE: es una cifra única que equivale al coste total del préstamo, expresado en forma de porcentaje anual; la TAE sirve para comparar las diferentes ofertas bancarias. La TAE es superior al tipo de interés nominal (TIN) ya que el TAE incluye gastos y comisiones.[9]
- Diferencial bancario: cifra que impone el banco y que incrementa el tipo de interés del crédito. Es un porcentaje sobre el capital principal. La suma del tipo de interés y el diferencial es el interés total. Suele estar entre 0 y 2 puntos de interés. Las entidades suelen imponerlo cuando acuerdan interés variable y cuando los intereses están bajos o en negativo para que la hipoteca siempre genere beneficios a la entidad financiera. (En Europa la referencia del tipo de interés más común es el euribor que ha alcanzado cifras negativas desde 2014).

### Plazo, cuota hipotecaria, amortización, amortización parcial y total
- Plazo de devolución del préstamo: En años (de 5 a 30 años) o en meses (de 60 a 360 meses).
- Cuota hipotecaria: Cantidad resultante mensual de la suma de la devolución de parte del capital y parte del interés total. La cuota (capital+interés) puede subir o bajar cuando se aplica interés variable. Normalmente el pago de capital en las primeras cuotas es menor que el pago los intereses, lo que se denomina amortización negativa.
- '''Amortización''' o '''pago''': en economía y contabilidad, este término se refiere al proceso mediante el cual se distribuye el costo de un crédito a lo largo del tiempo. En el caso de un crédito hipotecario, la amortización se realiza mensualmente sobre una parte del capital principal. El resto del capital que aún no ha sido devuelto se considera como saldo pendiente de amortizar.
- Amortización anticipada parcial o Pago anticipado: se habla de amortización anticipada parcial cuando el prestatario, quien tiene la deuda, puede reducir cierta cantidad del capital principal solicitado. La amortización parcial o pago parcial anticipado puede o no llevar gastos asociados.
- Amortización total o Pago total: Puede realizarse antes de que acabe el plazo establecido si el deudor posee la cantidad necesaria para realizar la amortización pendiente. Cuando se realiza en el reembolso final de la última cuota también se denomina "redención natural" o "muerte de la hipoteca". La amortización total también puede llevarse a cabo por la venta de la propiedad y el pago inmediato de la cantidad pendiente del crédito hipotecario. También puede traspasarse la propiedad junto con el crédito hipotecario y la hipoteca inmobiliaria correspondiente si el nuevo comprador lo acepta.

### Hipoteca sin riesgo y con riesgo
Cuando evalúan los bancos al solicitante de hipoteca y su solvencia, es decir su capacidad de pago, establecen el riesgo de la hipoteca y por tanto su concesión o denegación:
- Hipoteca sin riesgo: se califica como 'hipoteca sin riesgo' cuando el crédito solicitado es inferior al 70% del valor tasado de la vivienda y requiere para su devolución menos del 30% de los ingresos brutos del comprador.
- Hipoteca de bajo riesgo: se considera que una hipoteca es de bajo riesgo, tanto para el comprador (deudor) como para la entidad bancaria (acreedor), cuando el capital principal solicitado está entre el 70 u 80% del valor de tasación y requiere para su pago por parte del comprador aproximadamente un tercio de sus ingresos brutos.
- Hipoteca de riesgo y alto riesgo: cuando la hipoteca supera los umbrales siguientes la hipoteca se califica como de riesgo o alto riesgo: 1) se solicita más del 80% del precio de la vivienda y/o 2) el pago de la cuota resultante supera el 30% de los ingresos del comprador. También se denominan hipotecas de alto riesgo a las hipotecas subprime que se conceden a compradores poco solventes.[10]

### Ejecución hipoteca y desahucio por impago
- Ejecución de hipoteca o acción hipotecaria: el prestamista (el banco) promueve el procedimiento de ejecución hipotecaria, para recuperar o embargar la propiedad cuando no se cumple la devolución (impago) en los plazos acordados. Este aspecto es lo que diferencia un crédito hipotecario -hipoteca inmobiliaria- de un préstamo ordinario. La ejecución inmobiliaria puede acabar en desahucio (desalojo o lanzamiento). La cantidad ya pagada se descuenta de la deuda pendiente y, dependiendo de la legislación de los distintos países, la venta o retasación de la vivienda o bien inmueble puede saldar las deudas definitivamente o quedar aún deudas pendientes con la entidad bancaria. En ocasiones se acepta la dación en pago de la vivienda que liquida las deudas.[11]

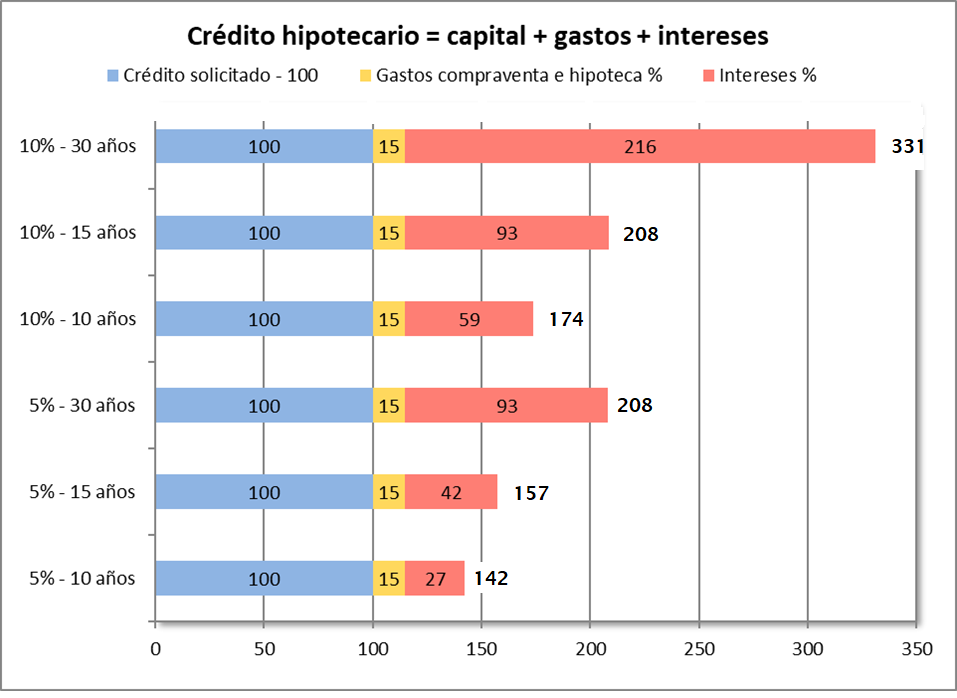
Costo total del préstamo hipotecario: capital + gastos + intereses. Se muestra varios supuestos con dos tipos de interés fijo, 5% y 10% y tres períodos de duración del préstamo, 10, 15 y 30 años.

## Duración de los créditos hipotecarios y pagos mensuales
Si bien los préstamos hipotecarios suelen realizarse a largo plazo (5, 10, 15, 20, 25 y hasta 30 años) la recomendación general, si pueden asumirse las cuotas resultantes, es formalizar el crédito hipotecario por el menor número de años posibles ya que disminuiría mucho el coste final del crédito hipotecario (capital + gastos + intereses). 
Los pagos suelen ser mensuales pero los cómputos de amortización e interés pueden ser por trimestres, semestres o anualidades y se calculan de acuerdo con las fórmulas de valor tiempo del dinero. Habitualmente se realiza un pago mensual fijo durante un período que suele oscilar entre cinco y treinta años, considerando estos 30 años como la cifra máxima ya que una duración superior pone en riesgo el pago del préstamo según los cálculos de esperanza de vida manejados por las ciencias actuariales y las aseguradoras. Durante este período, el componente principal del préstamo (el préstamo original) se pagaría lentamente mediante amortización junto con los intereses. 

### Plan de amortización y tabla de amortización
El conocido como sistema de amortización francés es el más utilizado para calcular la cuota, habitualmente mensual, de amortización de una hipoteca. En este sistema la cuota mensual es constante (excepto que el tipo de interés sea variable y cambie cada un número de meses (3, 6, 12) y lo que cambia es la cantidad que va a amortización del capital principal y la cantidad que va a intereses que va cambiando en cada cuota. Se suele comenzar pagando más intereses que capital y se termina el préstamos pagando muy pocos intereses y más capital.
En el plan de amortización de un crédito hipotecario se toma el capital que queda al final de cada mes, multiplicándolo por la tasa mensual y restando luego el pago mensual. Estos cálculos se realizan normalmente mediante una calculadora de amortización usando la cuota mensual equivalente:
{\displaystyle C=P\cdot {\frac {i(1+i)^{n}}{(1+i)^{n}-1}}}
donde:
{\displaystyle C} - Cuota: es el pago de la amortización periódica, la cuota mensual.
{\displaystyle P} - Préstamo: es la cantidad principal prestada, el Préstamo.
{\displaystyle i} - Interés: es la tasa de interés expresada como una fracción; para un pago mensual se toma la tasa de interés anual dividida entre 12 (Tasaanual/12)
{\displaystyle n} - Número: es el número de pagos (meses); así para pagos mensuales de 15 años, 12 meses x 15 años = 180 pagos (180 meses)
El resultado de la aplicación de dicha fórmula da como resultado una tabla de amortización de todos los pagos del préstamo. En cada pago se indica la cantidad corresponde a capital principal y la cantidad que corresponde a intereses.

Evolución del euríbor (Europa) a un año (rojo), a tres meses (azul) y a una semana (verde) desde enero de 1999. Los picos máximos del euríbor interanual se alcanzaron en 1994 (6,6%), 2000 (5,2%) y en 2008 (5,526%). Desde entonces se ha reducido significativamente hasta alcanzar valores negativos: el 20 de octubre de 2016 fue de -0,073% a un año (doce meses). En octubre de 2020 el euríbor a un año cayó hasta el -0,463.

### Tipos de interés de créditos hipotecarios por países en 2020
Los tipos de interés de los préstamos hipotecarios varían de manera importante dependiendo de los países. Suelen ser inferiores a los créditos al consumo y superiores al tipo de interés de los Bancos Centrales.
En 2020 la situación en algunos países y territorios era la siguiente:
- 0% - 3% - Europa. En Europa el índice de referencia más utilizado para los créditos hipotecarios en el euribor, un tipo de interés promedio del mercado interbancario europeo. Desde 2016 está en cifras negativas llegando en 2020 a -0,463%.[20] Por esta razón los créditos en Europa se sitúan en cifras muy bajas si bien los bancos suman el diferencial bancario (entre 0,5 y 1 punto) para que el interés final esté por encima de 0: entre el 0,2 y el 1% en interés variable y entre el 2 y el 4% en interés fijo. No obstante, hay algunas diferencias entre los distintos países de Europa.[21][22][23][24][25]
- 3% - 5% - China.[26]
- 3% - 5% - Estados Unidos.[27]
- 3% - 6% - Chile.[28]
- 5% - 7% - Panamá.[29]
- 5% - 7% - Uruguay.[30]
- 5% - 10% - Ecuador.[31]
- 5% - 12% - Venezuela.[32]
- 6% - 12% - Bolivia.[33]
- 7% - 10% - Paraguay.[34]
- 7% - 14% - Colombia.[35]
- 7% - 14% - Perú.[36]
- 9% - 14% - México.[37]
- 11% - 15% - Argentina.[38]

## Préstamo interbancario y titulización
El tipo de interés del crédito hipotecario suelen ser un poco mayor que el interés de los préstamos del mercado interbancario. Los bancos prestan a sus clientes con sus fondos propios (cumpliendo el coeficiente de caja y las reservas mínimas obligatorias), o bien piden prestado a otras entidades bancarias (préstamos interbancarios) o emiten bonos. El tipo de interés de estos últimos préstamos interbancarios es el componente principal del tipo de interés que se aplican a los préstamos hipotecarios al consumidor (por ejemplo, en Europa el tipo de interés más utilizado es el euríbor). Por lo tanto, el precio al que los bancos prestamistas piden prestado dinero a otros bancos afecta directamente al costo del préstamo. Cuando los tipos de interés son bajos, los bancos suelen sumar algunos puntos de interés mediante el diferencial bancario. 
En muchos países los bancos pueden vender el préstamo hipotecario ya concedido y firmado a otras partes interesadas en recibir en el futuro los pagos en efectivo del prestatario o deudor, en forma de garantía mediante la titulización. Si bien esta práctica es muy arriesgada ya que fue la que provocó la crisis de las hipotecas subprime de 2017, con la consiguiente crisis financiera de 2008 y la posterior Gran Recesión.

## Hipoteca inversa
Hipoteca inversa, 'hipoteca revertida', 'hipoteca de por vida' o 'hipoteca de liberación de capital', es una operación financiera especialmente diseñada para adultos de la tercera edad que consiste en convertir en dinero, normalmente en pagos mensuales, el valor que representa su vivienda, sin perder los derechos de titularidad. Al morir el propietario, es la entidad bancaria quien pasa a ser el nuevo dueño del inmueble, a menos que los herederos paguen el dinero al banco que dio en vida al titular fallecido. En el caso de los clientes de mayor edad, normalmente en la jubilación y ante problemas de escasez de recursos o de ausencia de herederos, puede ser posible contratar una hipoteca en la que no solo no se devuelve ni el capital ni los intereses sino que se recibe un pago mensual por la propiedad que acabará en manos del banco. 

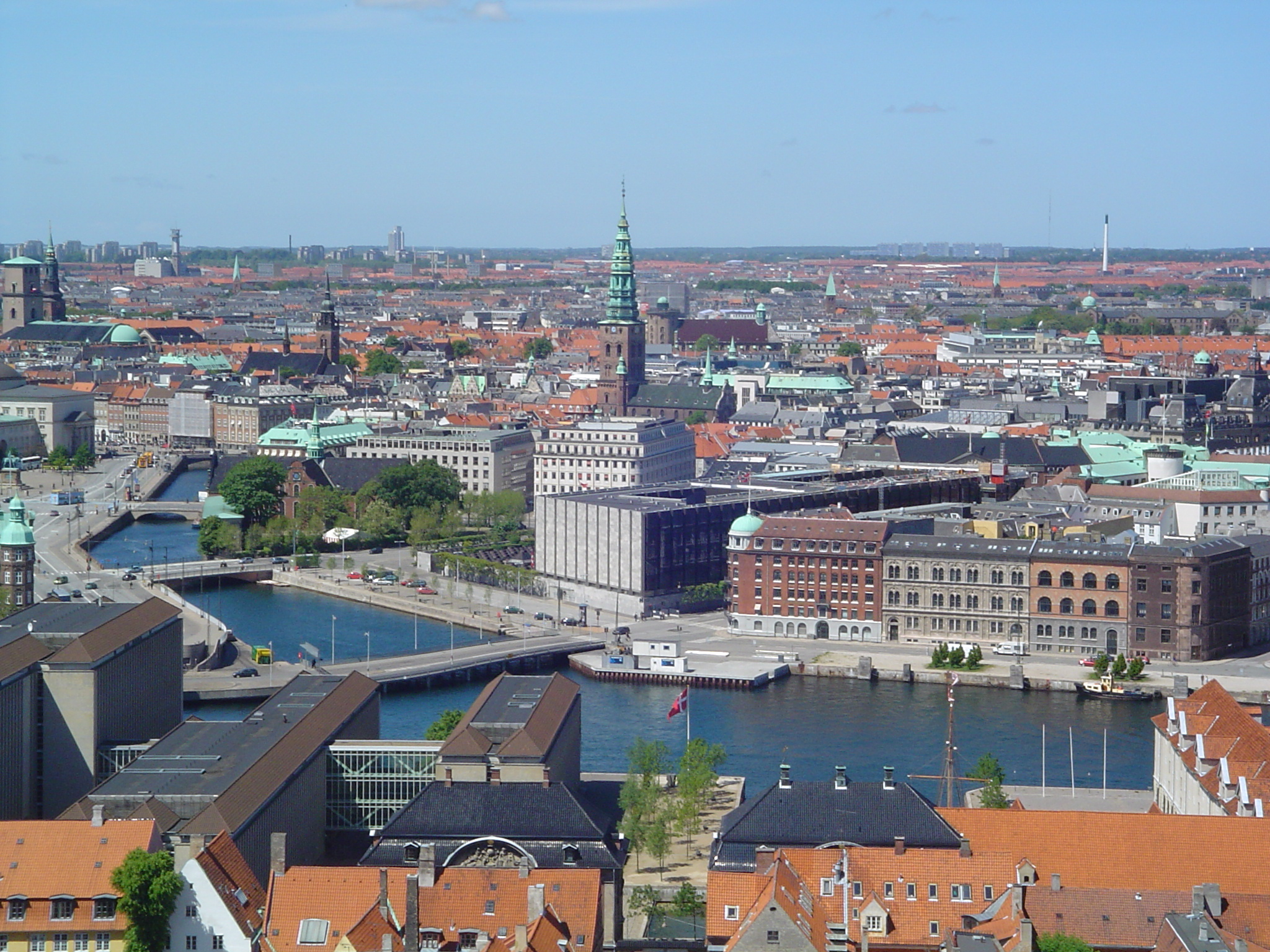
Copenhague, Capital de Dinamarca, es la ciudad más grande del país com más de 1 millón de habitantes. Dinamarca ostenta el sistema hipotecario más longevo y eficiente del mundo.

## Mercado hipotecario de Dinamarca - el mejor sistema hipotecario
El mercado hipotecario en Dinamarca está ampliamente reconocido como uno de los mejores, más eficaces y más sofisticados mercados de financiación de la vivienda en el mundo, presentando algunas características únicas. La eficacia se debe a  unos tipos de interés bajos muy cercanos a los tipos de interés de los bancos centrales, un bajo riesgo hipotecario mediante la titulización en bonos con garantía hipotecaria con un estricto principio de equilibrio y una fuerte regulación.

### Hipotecas al 0% de interés en 2021
En 2021 el sector financiero de Dinamarca, conocido como uno de los mercados del mundo con las hipotecas más baratas, extiende el interés al 0% en los créditos hipotecarios. En concreto el banco Nordea ha comenzado a comercializar hipotecas a 20 años al 0% sumándose a otros bancos como Jyske Bank. El caso de Dinamarca tiene dos diferencias importantes respecto al resto de la zona euro: 1) su banco central comenzó a fijar los tipos de interés negativo años antes de que lo decidiera hacer el Banco Central Europeo, 2) los bancos daneses obtienen el dinero para entregar hipotecas de emisiones de bonos en el mercado y no mediante depósitos por lo que el banco es solamente un intermediario entre un inversor y el cliente que quiere comprar una casa.

## Cláusulas abusivas en los créditos hipotecarios
Se considera una cláusula abusiva cuando es impuesta por una parte -normalmente la entidad bancaria- en la firma del crédito hipotecario. Es conveniente revisar todas el contenido del contrato para evitar sorpresas indeseadas. Se suelen considerar nulas de pleno derecho por lo que no tienen ninguna validez si bien los perjudicados para hacer valer sus derechos normalmente deben presentar demandas judiciales. Algunos ejemplos de cláusulas abusivas son: cláusula suelo es una cláusula contractual que establece un mínimo a pagar en las cuotas de la hipoteca inmobiliaria aunque los intereses ordinarios que se han acordado con la entidad financiera estén por debajo o bajen, cláusula sobre intereses de demora de usura –que superan el 16 %–: son intereses que se pagan por retrasarse en el pago de las cuotas hipotecarias. cláusulas de ejecución hipotecario y/o desahuco por uno, dos o tres impagos ante circunstancias sobrevenidas -desempleo, enfermedad-. Dependiendo del país existe el alquiler social, la posibilidad de renegociar el préstamo, y llegado el caso la aplicación de la dación en pago que ante el procedimiento de ejecución hipotecaria puede afectar tanto al firmante de la hipoteca y a los avalistas. 
En España, el Tribunal Supremo ha determinado, en la Sentencia n.º 705/15, de 23 de diciembre, que cargarle al hipotecado con el pago de todos los gastos de formalización de hipoteca -cláusulas suelo, intereses moratorios, vencimiento anticipado, atribución de todos los gastos notariales- es ilegal.